# Храм Троицы Живоначальной (Курск)
Храм Тро́ицы Живонача́льной (Тро́ицкая це́рковь (ни́жняя), Ни́жне-Тро́ицкая церковь) — православный храм в Центральном округе города Курска на пересечении улиц Пионеров и Гайдара. Один из древнейших храмов Курска. Памятник архитектуры федерального значения.

## История
Храм расположен на месте ранее существовавшего мужского Троицкого монастыря, основанного при Борисе Годунове и по его грамоте, датированной 1597 годом. Монастырь был разорён и сожжён литовскими войсками в эпоху смутного времени (1612 год). Впоследствии монастырь был возобновлён, затем приписан к Курскому Знаменскому монастырю, а позднее упразднён. Прежняя, стоявшая на этом месте монастырская церковь была деревянной. Современное здание храма возведено в 1742 году (в некоторых источниках встречаются другие, более ранние, даты постройки — 1733 или 1740 годы), в 1782 году перестроено силами прихожан, в XIX веке расширено двумя боковыми пристройками: северный придел — в 1829 году, а южный — в 1842 году. В зимнее время для богослужения использовался нижний храм, а летняя церковь, более светлая и просторная, находилась на втором этаже.
В 1940 году храм был закрыт, в начале Великой Отечественной войны снята глава колокольни, а на её месте оборудован наблюдательный пост ПВО. Богослужения были возобновлены в конце 1941 года (во время оккупации) и после войны не прекращались до 1961 года, когда храм был закрыт повторно. В ходе начавшейся в 1971 году реставрации восстановлена глава колокольни. В 1989 году в здании церкви разместился планетарий. Первый этаж храма был передан Русской Православной Церкви в 1992 году, а второй — в 1995 году (после перевода планетария в одно из помещений Курского гарнизонного дома офицеров). В начале 1990-х годов при храме была создана Иконописная школа во имя преподобного Андрея Рублёва. 6 августа 2012 года, в день молитвенной памяти святых благоверных князей Бориса и Глеба, митрополит Курский и Рыльский Герман совершил чин освящения трёх престолов в нижнем храме Троицкой церкви и Божественную литургию в ней.

## Архитектура и убранство храма
Храм построен в традициях русской церковной архитектуры второй половины XVII века. Это кирпичный двухэтажный одноглавый храм, по типу восьмерик на четверике. Нижний храм имеет престолы Святой Троицы, Преподобного Амвросия Оптинского, благоверных князей Бориса и Глеба. В верхнем храме расположены престолы Святого Духа и Святителя Николая Чудотворца. В верхний храм на второй этаж ведут широкие и крутые лестницы, расположенные в южной и северной пристройках к колокольне. Для храма характерно скромное декоративное убранство. Окна, прорезанные в подкупольном барабане, обрамлены сложными наличниками.